# Gotlands nationalbeväring
Gotlands nationalbeväring var benämningen på den försvarsorganisation som upprättades på Gotland 1811, byggd på frivillig värnplikt. Det delades upp i två nya regementen år 1887. Regementets soldater rekryterades från Gotland. Den ryska ockupationen under finska kriget våren 1808 visade tydligt Gotlands bristande försvar. Regementet organiserades därför år 1811 genom en konvention antagen av gotlänningarna i december 1810 och av kung Karl XIII den 5 februari 1811. Sveriges första värnpliktsförsvar var fött. Enheten var 6 781 man stark och bestod av tre artillerikompanier och 43 kompanier med infanteri och jägare. År 1854 överlämnades tre bataljonsfanor av kung Oscar I och till minne av detta reste man 1861 Oscarstenen vid Visborgsslätt. År 1887 omorganiserades Gotlands nationalbeväring till två separata förband.

## Historia
Gotland hade en liten värvad trupp artilleri som utgjorde ett kompani om 76 man, som var förlagd till Visby garnison och till bevakande av kronans förråd. Denna artilleritrupp, som varit förlagd där sedan 1808, hörde ursprungligen till Wendes artilleri, men förenades sedan med Svea artilleriregemente (A 1), under vilket det utgjorde ett depåkompani (det 2:a). Från 1861 utgjorde detta kompani en särskild kår med benämningen Gotlands stamtrupp. Den utgjordes av ett sexpundigt fältbatteri. Nationalbeväringen hade två batterier. År 1870 bestod hela artilleriet av 307 man.
År 1710 inrättades av den förordnandet av öns försvarsväsende till Gotland sände generalmajor Anders Sparrfelt en beväring på denna plats. Den utgjordes av två regementen och bestod av både infanteri och kavalleri, tillsammans 3 300 man. Denna äldre beväring existerade dock inte särskilt länge. Åren 1810 och 1811 inrättades av dåvarande landshövdingen, amiral Olof Rudolf Cederström den nuvarande Gotländska nationalbeväringen av öns alla vapenföra ynglingar och män, som inte var anställda i allmän tjänst, mellan 15 (sedan 18) och 50 års ålder, av vilka dock de, som fyllt 45 år, bildade en reservtrupp, som endast i nödfall kunde utkommenderas. Exercistiden räckte tills fyllda 30 år, varefter man först var rekryt i tre år och sedan jägare, blev infanterist. Beväringen, som vid sin första uppsättning 1811 (då 15-åringar var inkluderade) uppgick till 7 048 man, bildade, förutom jägare- och infanteristyrkan, även en artillerikår bestående av två batterier, ett 12- och ett 6-pundigt. Den årliga övningstiden var för jägarna sex dagar och för artilleriet 12, men befälet hade dessutom, liksom spelet, ett befälsmöte varje år, även sex dagar för jägarna och 13 för artilleriet. Befälsmötena och artilleriets exercismöten hölls utanför Visby på "Södra Byrummet", jägarnas exercismöten på landsbygden, dels kompani- dels bataljonsvis.
Bataljonerna var fem, nämligen Artilleribataljonen, Visby stads bataljon, Norra, Medel- och Södra bataljonerna. Förutom Artilleribataljonen, som bestod av tre batterier, utgjordes Gotlands nationalbeväring, efter organiseringen 1861, av 30 kompanier, av vilka två, ett jägar- och ett infanterikompani, hörde till staden; de övriga 28 kompanierna, bestående av både jägare och infanterister, hörde till landsbygden. Beväringen nyttjade egna kläder, kunde inte kommenderas utanför ön och valde själv sitt underbefäl. Bland svenska arméns infanteriregementen hade Gotlands nationalbeväring nummer 27. Kungliga breven den 5 och 19 februari 1811 innehöll de bestämmelser angående värnplikten, som, efter det sockenmenigheterna blivit hörda, antagits och fastställts, samt sättet för bestämmelsernas tillämpning. De förändringar, som tid efter annan tillkommit, hade även på sådant sätt antagits genom överenskommelse mellan Kunglig Majestät och Kronan å ena sidan samt gotländska befolkningen å andra. Före 1861 var kompanierna 23, av vilka stadens båda utgjorde stadsbataljonen, och varje av de övriga tre bataljonerna bestod av sju lantkompanier. Senare var indelningen annorlunda. Medel- och Stadsbataljonerna bestod vardera av sju, Norra och Södra bataljonerna av vardera åtta kompanier. År 1870 utgjorde antalet jägare och infanterister 6 658, reserven 1 152, underofficerarna 176 och spelet 76.
År 1887 omorganiserades Gotlands nationalbeväring till två separata förband, Gotlands infanteriregemente (I 18) och Gotlands artillerikår (A 4) namnet Gotlands nationalbeväring kvarstod dock som samlingsbegrepp för de båda förbanden fram till 1892 års försvarsbeslut, då samma regelverk för värnplikten på fastlandet infördes.

## Uniform

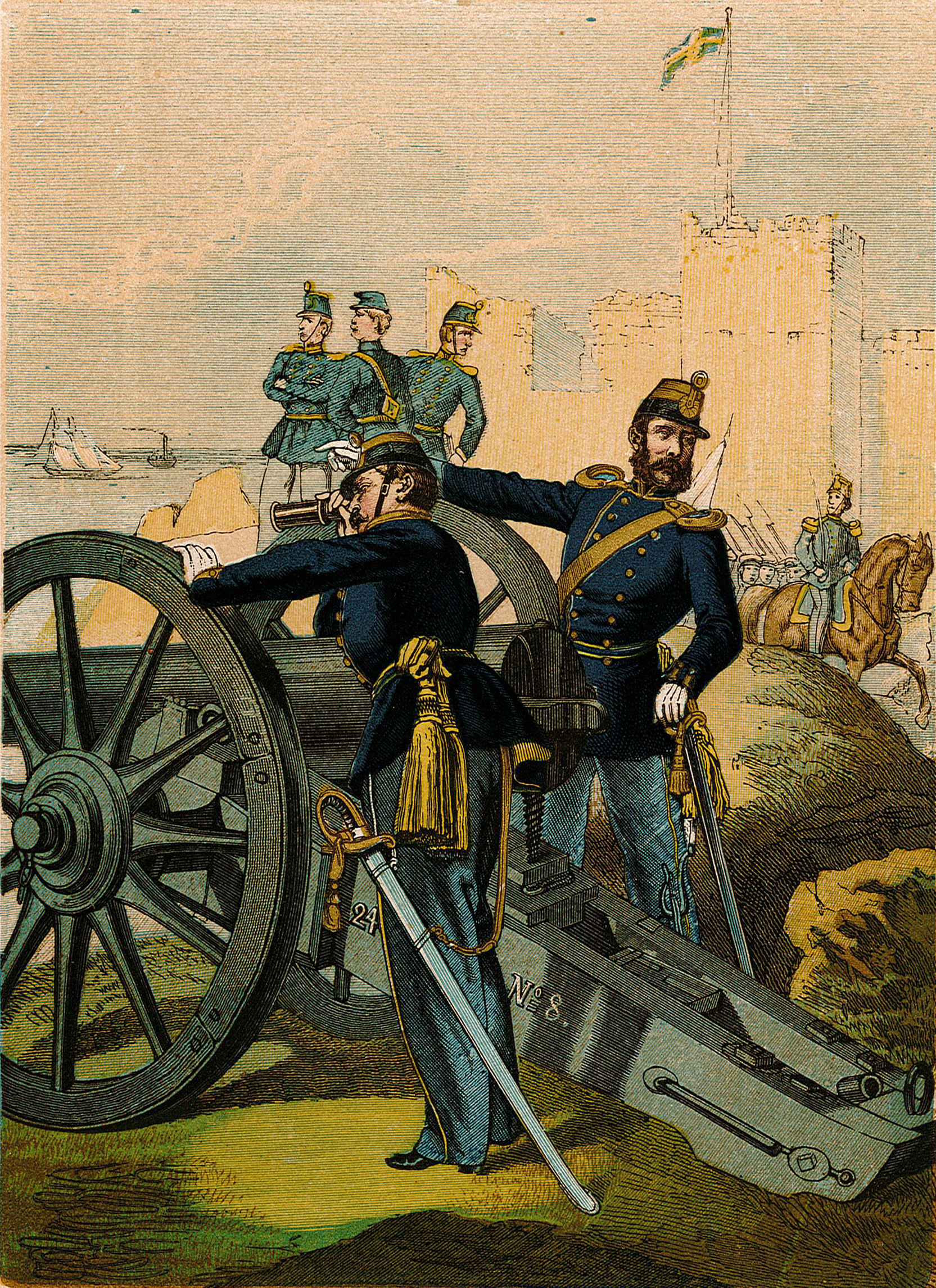
Plansch över uniformer för Gotlands nationalbeväring vid mitten av 1860-talet. Några uniformer som dessa kom dock aldrig att sys upp. De stamanställda vid förbandet bar vid denna tid uniform, men då samma som artilleriförbanden på fastlandet.

Redan 1815 fastställdes en uniform för Gotlands nationalbeväring. Den skulle bestå av rock i mörkblått kläde eller vadmal som nådde till knävecket, hade ståndkrage med gradbeteckning, runda slag och vara enradig med knappar med Gotlands vapen. Byxorna skulle vara i samma tyg. Till uniformen skulle bäras halvstövlar med svarta snörtoftar, rund hatt med sex tum hög kulle och två tums brätte och blanklädersöverdrag med Gotlands vapen och emblem. Artilleristerna skulle bära blå och gula ullgarnsplymer i mössan. Uniformen skulle då vara lika för befäl och manskap. På 1830- och 1840-talen bestämdes att artilleriets remtyg skulle vara gult med svarta kanter och att artilleribataljonen skulle bära kartusch för manskapet och att officerarnas och underofficerarnas uniform skulle bestå av schakå, släpmössa, mörkblå jacka med röd krage, korta skört och med fickklaffar och epåletter för officerare, syrtut, långbyxor, kappa samt sabelkartusch med Gotlands vapen på plåten, kartuschrem och sporrar.
Dessa bestämmelse fick dock ingen som helst effekt. Nationalbeväringen kom helt att sakna uniform, så när som på de stamanställda. De kom att utrustas med fastlandets uniformer och det bestämdes att artilleriets uniformer skulle vara desamma som vid andra förband på fastlandet. Möjligheter fanns för underbefäl och officerare att låta sy upp sina egna uniformer, men ganska få gjorde det. För övriga var kostnaden alldeles för hög. Det har även påträffats i Nationalbeväringens förråd särskilda kopparplåtar avsedda att sys fast på gruppbefälens kläder för att kunna identifiera dessa. Det finns dock ingen dokumentation som tyder på att dessa någonsin togs i bruk.
En episod berättas av underlöjtnanten C. J Gråå som på 1880-talet kom till Visby för tjänstgöring vid artillerikåren. I cigarrboden mötte han en ung student som ställde sig i givakt för honom. Han upplevde studentens beteende som underligt tills han fick reda på att det var en av hans underlydande som dessutom var iförd den enda reglementerade uniformspersedeln - en livrem. På 1880-talet började dock detta bli ett folkrättsligt problem, då krigets lagar krävde att stridande var iförda uniform. Vid mitten av 1880-talet inköptes ett antal uttjänta attilor och kolletter från Svea artilleriregemente. Kolletterna hade en grå krage, medan de gula detaljerna på uniformerna svartfärgades. Med tiden blev dessa alltmer utslitna och i takt med att de svartfärgade banden slets började den gula färgen att fläckvis lysa igenom. 1894 fastslogs en ny generalorder som fastslog kårens färg på attilakragen till grön. Under 1895 syddes därför nya uniformer upp vid förbandet.

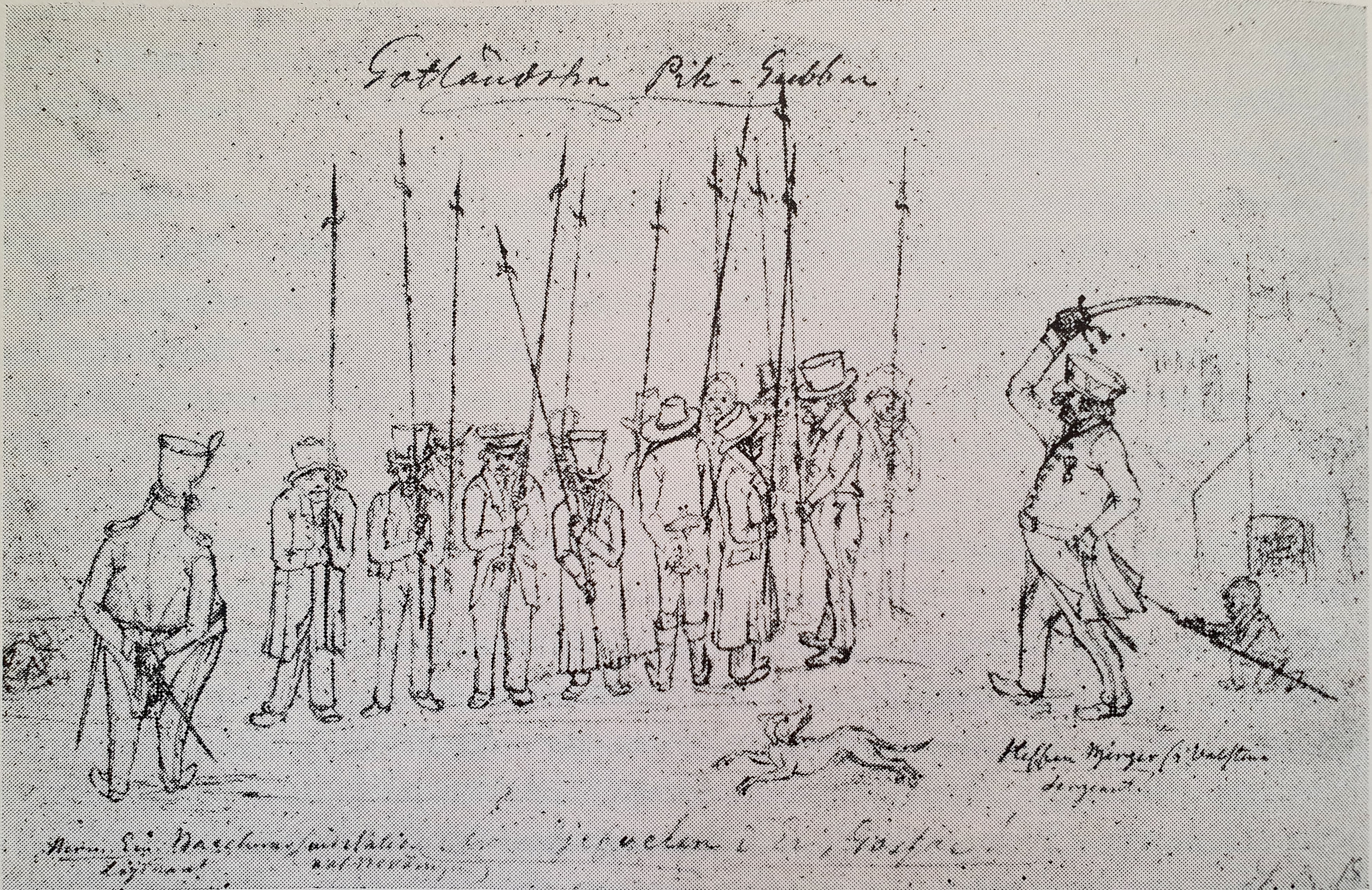
"Gotländska Pik-Gubbar", teckning av okänd från 1843. Föreställer en mönstring med den äldre åldersklassen av Nationalbeväringen beväpnade med pikar. Vid denna tid deltog pikförarna inte längre i övningarna.

## Beväpning
Från början beväpnades nationalbeväringen med flintlåsgevär m/1799 (hopplocksmodellen som bestod av delar från olika äldre vapen, främst m/1738) och brittiska subsidiegevär, brown bess modell 1763. För de äldre årsklasserna fanns inga gevär, utan de utrustades med pikar m/1697. De äldre årsklassen, som utgjorde reserv kom att förbli beväpnade med pikar fram till 1867. Efter klagomål från militärbefälhavaren om att gevären var föråldrade 1850 erhöll man 3.000 flintlåsgevär m/1815 och 150 tappgevär, slaglåsgevär av modell m/1815-48. 1853 kom fler slaglåsgevär. 1862 erhöll Nationalbeväringen 2.000 belgiska miniégevär m/1855. När Remingtongeväret infördes i svenska armén erhöll Nationalbeväringen 1867 100 stycken, 1869 erhöll Nationalbeväringen 7.840 remingtongevär som därmed räckte väl till för att utrusta hela styrkan med moderna vapen.

## Organisation 1861

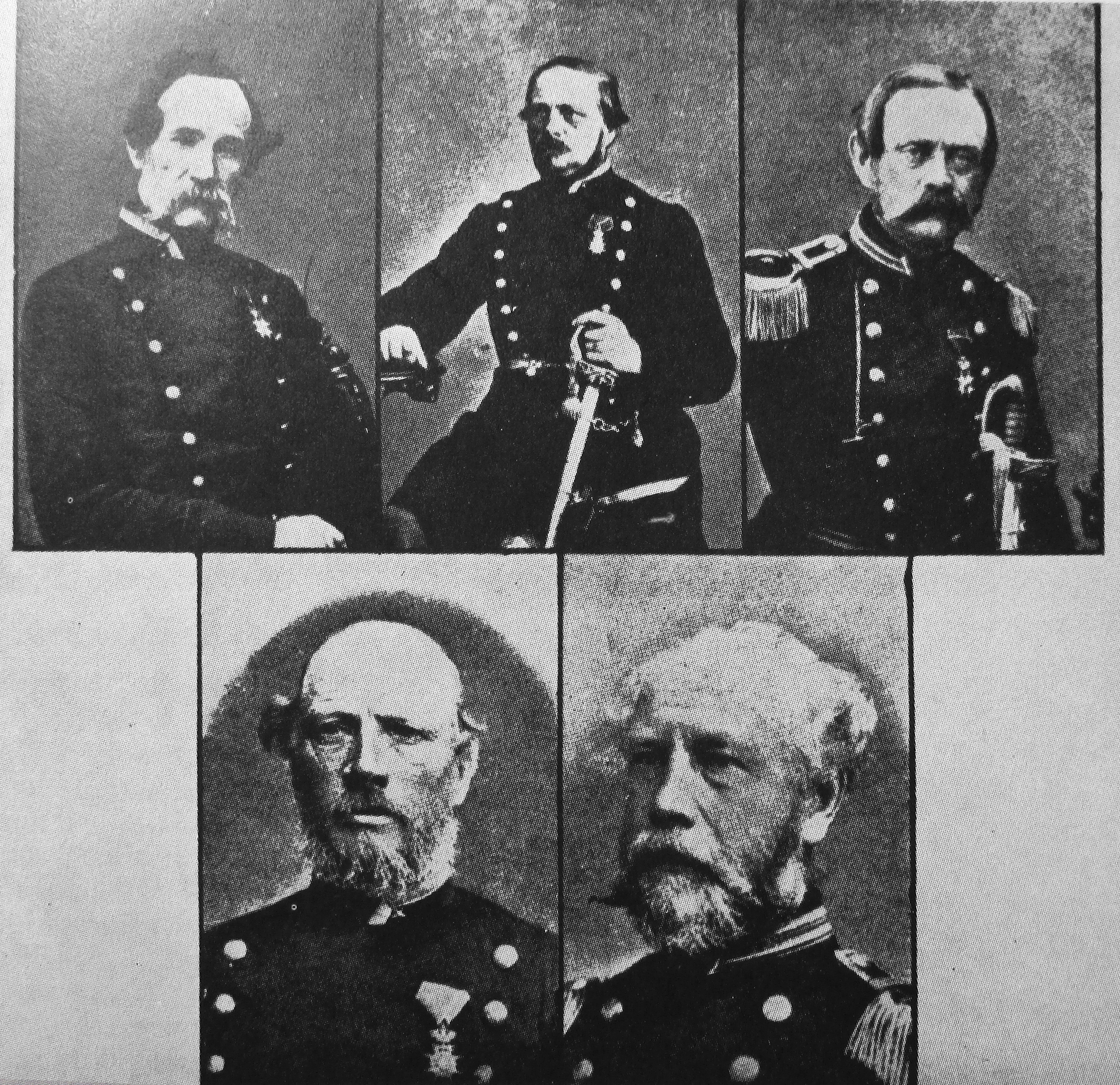
Gotlands nationalbevärings bataljonschefer, 1880-talet. Övre raden, vänster till höger: C. G. Meukow, C. O. A. af Klint och P. A. L. Gahne. Nedre raden, från vänster till höger: O. L. Gustafsson och Ad. v. Post.

Norra bataljonen (som 1870 var 5 040 man) bestod av:
- Fårö kompani: Fårö socken
- Rute kompani: Rute, Fleringe och Bunge socknar
- Forsa kompani: Lärbro, Hellvi och Tingstäde
- Bals kompani: Othem, Boge, Hejnum och Bäl
- Lina kompani: Hörsne, Bara, Gothem och Norrlanda
- Stenkyrka kompani: Stenkyrka, Hangvar och Hall
- Lummelunds kompani: Martebo, Lummelunda och Väskinde
- Halla kompani: Dalhem, Ganthem och Halla

Visby bataljon (som 1870 var 1 690 man) bestod av:
- Visby jägarkompani
- Visby infanterikompani
- Endre kompani: Endre, Hejdeby, Barlingbo och Ekeby
- Dede kompani: Roma, Björke, Follingbo och Akebäck
- Bro kompani: Bro, Fole, Lokrume, Källunge och Vallstena
- Stenkumla kompani: Stenkumla, Västerhejde, Träkumla, Vall och Hogrän
- Eskelhems kompani: Eskelhem och Tofta

Medelbataljonen (som 1870 var 1 730 man) bestod av:
- Sanda (Banda) kompani: Sanda, Västergarn och Mästerby
- Klinte kompani: Klinte och Fröjel
- Hejde kompani: Hejde, Väte och Atlingbo
- Sjonhems kompani: Sjonhem, Viklau, Vänge, Buttle och Guldrupe
- Östergarns kompani: Östergarn, Gammelgarn och Ardre
- Thorsburgs kompani: Kräklingbo, Ala och Anga
- Garda kompani: Garda, Etelhem, Alskog och Lye

Södra bataljonen (som 1870 var 2 350 man) bestod av:
- Närs kompani: När och Lau
- Burs kompani: Burs och Stånga
- Fardhems kompani: Fardhem, Linde, Lojsta, Levide och Gerum
- Hablingbo kompani: Hablingbo, Silte, Eksta och Sproge
- Hemse kompani: Alva, Hemse, Rone och Eke
- Havdhems kompani: Havdhem och Näs
- Gröttlinge kompani: Grötlingbo och Fide
- Hoburgs kompani: Öja, Hamra, Vamlingbo och Sundre

Antalet i beväringsåldern och i milorna inskrivna uppgick till 8 496 man, officerskåren utgjorde 111. Kostnaden för staten för beväringen uppgick till 139 562 riksdaler och 92 öre, varav militärbefälhavaren 2 000.

## Militärbefälhavare

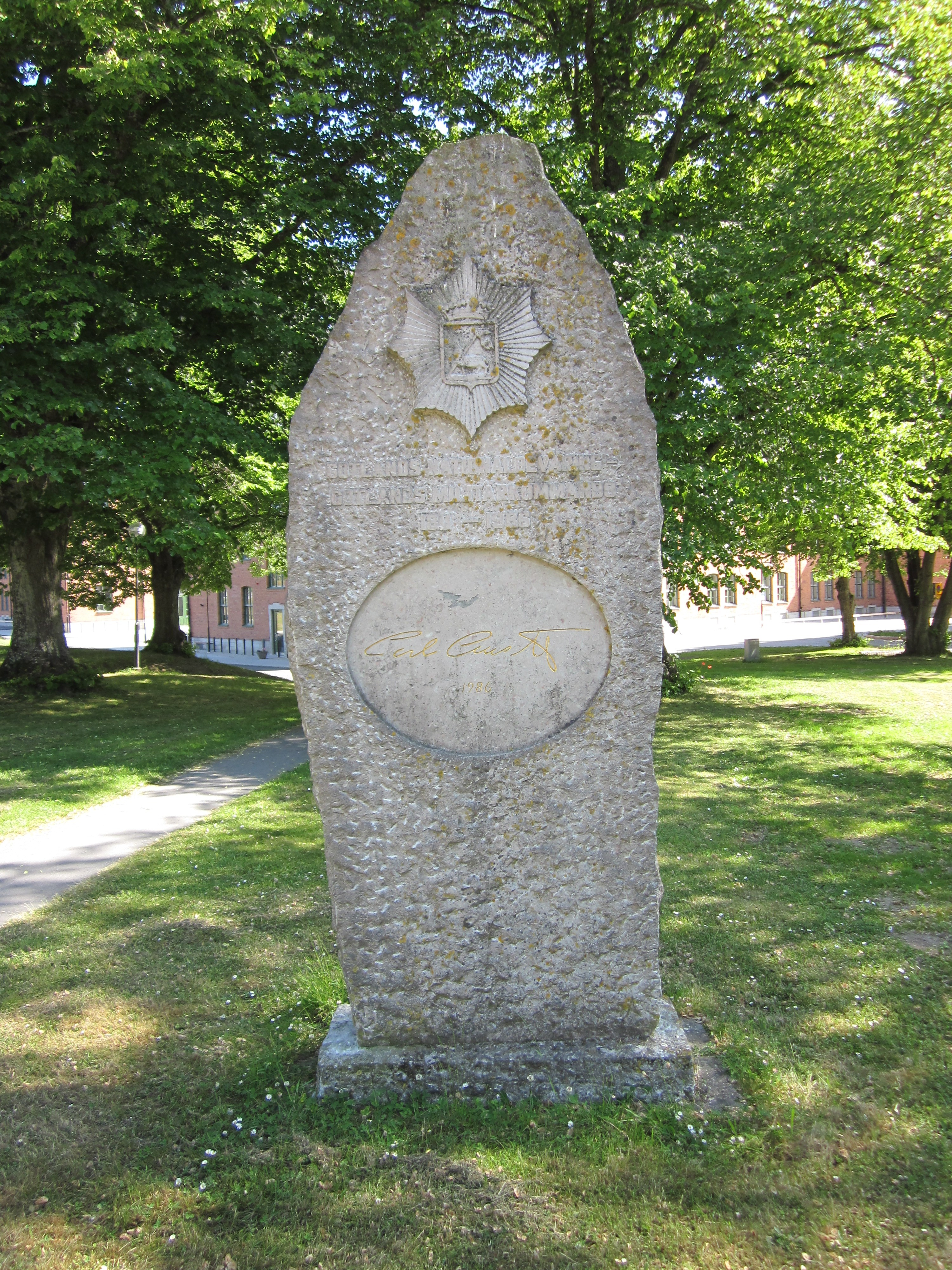
Minnessten vid P 18. Texten lyder: "Gotlands nationalbeväring - Gotlands militärkommando 1811-1986."

Militärbefälhavare på Gotland 1811–1886. Efter att Lennart Reuterskiölds frånträde som militärbefälhavare kom posten som militärbefälhavare och landshövding att vara förenade fram till 1873, därefter skiljdes de båda befattningarna åt. Både Olof Rudolf Cederström och Lennart Reuterskiöld var dock militärbefälhavare och vice landshövding.
- 1810-08-22–1811-11-03 – Olof Rudolf Cederström
- 1811-11-03–1812-08-31 – Lennart Reuterskiöld
- 1812-08-31–1817-03-26 – Carl Fredric Aschling
- 1817-03-26–1831-06-30 – Jacob Cederström
- 1831-06-30–1849-11-23 – Michael Silvius von Hohenhausen
- 1849-11-23–1858-07-17 – Gustaf Jacob af Dalström
- 1858-07-17–1862-05-13 – Gillis Bildt
- 1862-05-13–1873-09-20 – Henrik Gyllenram
- 1873-09-20–1884-04-09 – Ernst von Vegesack
- 1884-04-09–1895-07-29 – Herman von Hohenhausen[a]

## Namn, beteckning och garnison
Gotlands nationalbevärings namnhistorik, beteckning och förläggning:
| Namn                          | Från       |   | Till       |
| ----------------------------- | ---------- | - | ---------- |
| Nationalbeväringen på Gotland | 1811-02-05 | – | ?          |
| Gotlands nationalbeväring     | ?          | – | 1886-12-31 |

| Beteckning       | Från |   | Till |
| ---------------- | ---- | - | ---- |
| Ingen beteckning |      | – |      |

| Övningsfält eller förläggningsort | Från |   | Till |
| --------------------------------- | ---- | - | ---- |
| Inget övningsfält                 |      | – |      |